# Pioneer Venus-program
A Pioneer Venus-program a NASA Pioneer-programjának a kiterjesztése volt, amelynek keretében vizsgálták a Vénusz légkörét és környezetét. A program két szondáját a Kennedy Űrközpontból indították Atlas–Centaur rakétával.

## Pioneer Venus szondák
(zárójelben az indítás dátuma)
- Pioneer Venus Orbiter – Pioneer-12, Pioneer Venus-1 (1978. május 20.);
- Pioneer Venus Multiprobe – Pioneer-13, Pioneer Venus-2 (1978. augusztus 8.);